# Repræsentantskab
Et repræsentantskab er et demokratisk valgt organ i et aktieselskab eller en forening, der agerer som aktionærernes og medlemmernes repræsentanter over for bestyrelsen og har som sin primære opgave at føre tilsyn med denne samt med formandskabet og direktionen. Antallet af medlemmer i repræsentantskabet er ofte ganske stort for at sikre at alle aktionærer/medlemmer føler sig tiltrækkeligt repræsenteret. Eksempelvis har Dansk Byggeri et repræsentantskab på 200 medlemmer, men Nationalbankens blot har 25. 
Med undtagelse af garantsparekasser er det ikke lovpligtigt at have repræsentantskaber. 
| Ledelse | Spire Denne artikel om ledelse i teori eller praksis er en spire som bør udbygges. Du er velkommen til at hjælpe Wikipedia ved at udvide den. |